# CZ
CZ (سي زي) اختصاراً لـ تشيسكا زبروجوفكا أ.س. هي شركة تصنيع أسلحة تشيكية مقرها في أوهيرسكي برود. وتشتهر الشركة بإنتاج الأسلحة النارية الخدمية والصيدية والرياضية. وهي مملوكة لشركة Colt CZ Group SE التشيكية القابضة.
لدى CZ حاليًا حوالي 1800 موظف. وهي واحدة من أكبر المصدرين من حيث الحجم في جمهورية التشيك، حيث ترسل منتجاتها إلى أكثر من 100 دولة. تعد الشركة من بين أكبر عشر شركات مصنعة للأسلحة الصغيرة في العالم وخمس شركات تصنع الأسلحة النارية الآلية. في عام 2021م استحوذت تشيكوسلوفاكيا على شركة كولت الصناعية. وفي العام التالي غيرت الشركة الأم اسمها إلى مجموعة كولت تشيكوسلوفاكيا.

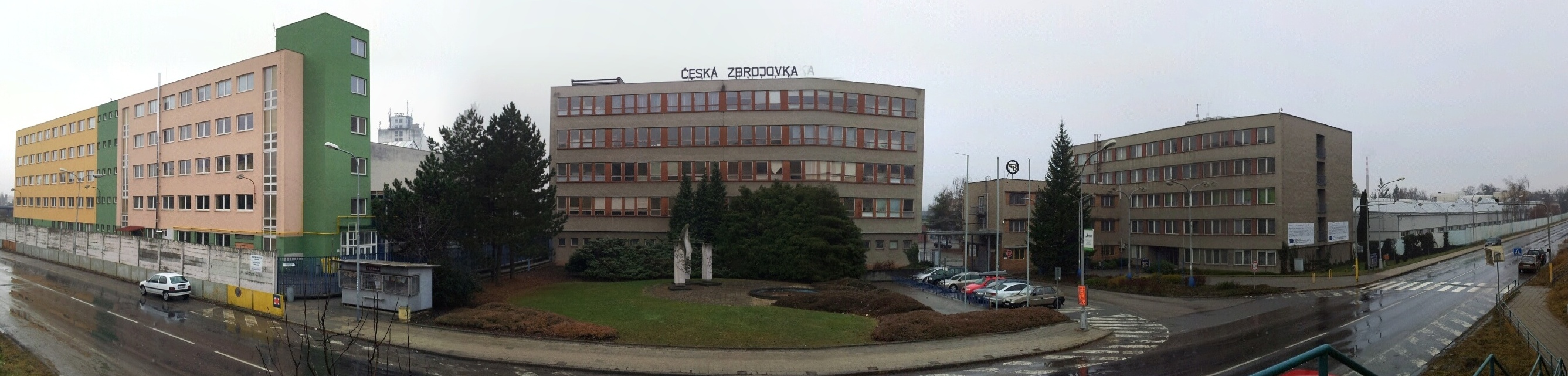
مقر الشركة